# Elaphropeza setulosa
Elaphropeza setulosa är en tvåvingeart som beskrevs av Raffone 2001. Elaphropeza setulosa ingår i släktet Elaphropeza och familjen puckeldansflugor. Inga underarter finns listade i Catalogue of Life.